# Stiropius carinatus
Stiropius carinatus är en stekelart som beskrevs av Cameron 1911. Stiropius carinatus ingår i släktet Stiropius och familjen bracksteklar. Inga underarter finns listade i Catalogue of Life.